# شيرلي فراي إيرفين
شيرلي فراي إيرفين (بالإنجليزية: Shirley Fry Irvin)‏ (مواليد 30 يونيو 1927 في آكرون)، هي لاعبة كرة مضرب أمريكية. سبق أن كانت المصنفة الأولى عالمياً. كما أنها إحدى بطلات الجراند سلام.

## بطولات حققتها
- بطولة ويمبلدون

## روابط خارجية
- شيرلي فراي إيرفين على موقع قاعة مشاهير كرة المضرب الدولية (الإنجليزية)
- شيرلي فراي إيرفين على موقع خلاصة التنس.كوم (الإنجليزية)
- شيرلي فراي إيرفين على موقع قاعة فلوريدا للمشاهير الرياضية (الإنجليزية)